# Scrivener
Scrivener (скри́венер) — программа обработки текстов, разработанная специально для авторов (программа-ассистент литератора). Scrivener предоставляет систему организации для документов, заметок и метаданных. Это позволяет пользователю организовывать заметки, концепции, исследования и целые документы для лёгкого доступа и справок (документы включают в себя текст, изображения, PDF, аудио, видео, веб-страницы и т. д.). После написания текста пользователь может экспортировать его в стандартный текстовый процессор для дальнейшего форматирования.

## Функции
Функции программы включают в себя «пробковую доску» для заметок, возможность менять расположение файлов путём перетаскивания виртуальных карточек по пробковой доске, планировщик, режим составного экрана, который позволяет пользователям редактировать сразу несколько документов, полноэкранный режим и «снимки» (способность сохранять копию какого-либо документа до любых радикальных изменений). Из-за количества возможностей и интерфейсов программа позиционируется не только как обычный текстовый редактор, но как литературный «инструмент для управления проектами» и включает в себя множество возможностей пользовательского интерфейса, которые напоминают среду разработки программного обеспечения Xcode от Apple. Кит Блонт создал (и продолжает сохранять) эту программу в качестве помощника в написании «большого романа», позволяющего следить за идеями и исследованиями. Программа построена большей частью на основе библиотек и возможностей MacOS, начиная с версии 10.4 и далее. В 2011 году была выпущена версия программного обеспечения для Windows, написанная и введённая в эксплуатацию Ли Пауэллом.

## Операционные системы

### MacOS
Самая последняя версия Scrivener для Mac OS X — это версия 3.3.6. Версия для прямой продажи может быть установлена на ноутбуках с системой Mac OS X 10.6 (Snow Leopard) или более поздними. Та же версия может быть приобретена в Mac App Store, но поскольку приложение Mac App Store работает только на версиях Mac OS X начиная с 10.7, купленная там программа не доступна для покупки и установки на OS 10.6. Компания также делает Scrivener 2.5 доступным для более ранней версии OS X, но утверждает, что это «последняя версия программного обеспечения, которая была сделана для систем PPC или Intel на базе OS X 10.4 или 10». Эта версия доступна на странице прямой продажи в боковой панели, озаглавленной «Mac OS X 10.4-5 and PowerPC». В дополнение к релизам второй версии Scrivener, страница прямого скачивания предоставляет доступ к устаревшей версии 1.54, но её лицензии больше недоступны для приобретения. Выпуск 1.54 совместим с версиями 10.4 по 10.6 Mac OS X.

### Windows
Самая последняя версия Scrivener для Windows — это 3.1.5.1 (от 05.04.2023). Издание для Windows совместимо с Windows XP, Windows Vista, Windows 7, Windows 8 и Windows 10.

### Linux
Официального релиза для Linux не существует, но есть public бета-версия, находящаяся в открытом доступе. Версия для Windows корректно работает с Linux при использовании программного обеспечения для совместимости WINE.